# الرحبة (الزريكات)
الرحبة هو دُوَّار يقع بجماعة الرتب، إقليم الرشيدية، جهة درعة تافيلالت في المملكة المغربية. ينتمي الدوّار لمشيخة الزريكات التي تضم 5 دواوير. يقدر عدد سكانه بـ 1079 نسمة حسب الإحصاء الرسمي للسكان والسكنى لسنة 2004.

## روابط خارجية
- البوابة الوطنية للجماعات الترابية
- المندوبية السامية للتخطيط